# Domenico Caldara
Pour les articles homonymes, voir Caldara.
Domenico Caldara, né le 2 mai 1814 à Foggia et mort le 14 décembre 1897 à Naples, est un peintre et enseignant italien. Il est le dernier peintre de la cour des Bourbons. 

## Biographie
Domenico Caldara, né le 2 mai 1814 à Foggia, est le fils de Benedetto et de Maria Michela Tonti, marchands de la Terre de Bari. Il devient rapidement orphelin de ses deux parents.
Un noble local, le comte Varo, qui, voyant ses aptitudes pour le dessin, l'aide à poursuivre ses études, lui permettant d'aller étudier à l'Académie des beaux-arts de Naples. Il est l'élève de Costanzo Angelini.
Il peint le plafond de la salle principale de la Casa Siniscalchi, à Naples, avec des fresques représentant Apollon avec les Muses sur le Parnasse. Avec l'œuvre Le défi entre Apollon et Marsyas en 1844, il remporte le concours pour la pension artistique de Rome. Il reste à Rome, où il fréquente l'école de Filippo Marsigli.
En 1848, il retourne à Naples, où il ouvre un atelier d'art et devient officiellement peintre de la cour des Bourbons. Parmi ses œuvres figurent une Vision du Christ de Sainte Thérèse pour la reine Marie-Thérèse, une Gloire de Saint-Vincent Ferreri pour la cathédrale de Gaète et un Saint Ferdinand de Castille, pour la chapelle royale, commandé par le roi Ferdinand II.
En 1854, il est nommé enseignant à l'Académie de Naples.
En 1859, la reine Marie-Thérèse commande à Domenico Caldara un portrait grandeur nature du visage du roi Ferdinand sur son lit de mort, dans le palais royal de Caserte. Avec la chute de la dynastie des Bourbons, l'étoile de Domenico Caldara s'éclipse également, mais il continue à peindre de nombreux tableaux de sujets sacrés et à réaliser des portraits de nobles de Foggia et de Naples. En 1877, il expose un tableau intitulé Vecchierella à l'Exposition nationale de Venise de 1887. Il meurt en 1897 à Naples dans la pauvreté.
À Foggia, en 1969, a été créé le «  prix Domenico Caldara », remporté cette année-là par le peintre Francesco D'Amore.

## Œuvres
Les œuvres de Domenico Caldara sont exposées à Naples, à la Pinacoteca di Ferrara et à la Galleria Provinciale d'Arte Moderna di Foggia. À la Galleria dell'Accademia, on peut voir un de ses essais scolaires, intitulé Testa di vecchio (huile sur toile, 39,5x5 cm).